# Shunsuke Oyama
Shunsuke Oyama (大山 俊輔 Oyama Shunsuke?, nacido el 6 de abril de 1986 en Saitama) es un exfutbolista japonés. Jugaba de centrocampista y su último club fue el Kataller Toyama de Japón.

## Trayectoria

### Clubes
| Club            | País  | Año         |
| --------------- | ----- | ----------- |
| Urawa Reds      | Japón | 2004 - 2006 |
| Ehime FC        | Japón | 2007        |
| Shonan Bellmare | Japón | 2008        |
| Ehime FC        | Japón | 2009 - 2012 |
| Kataller Toyama | Japón | 2013 - 2016 |

## Estadística de carrera

### J. League
| Club            | Año   | J. League | J. League | Copa J. League | Copa J. League | Total | Total |
| Club            | Año   | Part.     | Goles     | Part.          | Goles          | Part. | Goles |
| --------------- | ----- | --------- | --------- | -------------- | -------------- | ----- | ----- |
| Urawa Reds      | 2004  | 1         | 0         | 0              | 0              | 1     | 0     |
| Urawa Reds      | 2005  | 0         | 0         | 0              | 0              | 0     | 0     |
| Urawa Reds      | 2006  | 0         | 0         | 0              | 0              | 0     | 0     |
| Ehime FC        | 2007  | 46        | 1         | -              | -              | 46    | 1     |
| Shonan Bellmare | 2008  | 16        | 0         | -              | -              | 16    | 0     |
| Ehime FC        | 2009  | 46        | 2         | -              | -              | 46    | 2     |
| Ehime FC        | 2010  | 18        | 0         | -              | -              | 18    | 0     |
| Ehime FC        | 2011  | 30        | 2         | -              | -              | 30    | 2     |
| Ehime FC        | 2012  | 34        | 4         | -              | -              | 34    | 4     |
| Kataller Toyama | 2013  | 20        | 0         | -              | -              | 20    | 0     |
| Kataller Toyama | 2014  | 7         | 0         | -              | -              | 7     | 0     |
| Kataller Toyama | 2015  | 15        | 0         | -              | -              | 15    | 0     |
| Kataller Toyama | 2016  | 0         | 0         | -              | -              | 0     | 0     |
| Total           | Total | 233       | 9         | 0              | 0              | 233   | 9     |

## Palmarés

### Títulos nacionales
| Título             | Club       | País  | Año  |
| ------------------ | ---------- | ----- | ---- |
| Copa del Emperador | Urawa Reds | Japón | 2005 |
| J1 League          | Urawa Reds | Japón | 2006 |
| Copa del Emperador | Urawa Reds | Japón | 2006 |